# Трунденко, Александр Николаевич
Александр Николаевич Трунденко (16 сентября 1969) — российский футболист, защитник, игрок в мини-футбол.
Воспитанник СК «Импульс» Ленинград. В 1993 году дебютировал в команде второй лиги «Локомотив» СПб. Провёл на этом уровне три сезона, сыграл 70 матчей, забил шесть голов. В мае 1996 года за «Локомотив-Сатурн», занявший место команды «Сатурн-1991» в первой лиге, провёл два матча, оба раза выходя на замену на 89-й минуте. После этого завершил профессиональную футбольную карьеру.
В сезоне 1996/97 сыграл три матча, забил два гола в чемпионате России по мини-футболу в составе клуба «Зенит» СПб.
В дальнейшем играл за любительские футбольные клубы «Ладога» Кировск/Всеволожск (1998—2001), «Петро» СПб (2002—2005).